# 仙遊島
仙游岛（：／ Seonyudo */?），是大韩民国的岛屿，位于全罗北道海岸，行政上由群山市负责管辖，面积2.13km²，2006年人口506。